# Cantalupa
Cantalupa (Cantaluva in piemontese, Chantoloubo in occitano) è un comune italiano di 2 570 abitanti della città metropolitana di Torino in Piemonte.

## Geografia fisica
Si trova nella valle del torrente Noce, nella fascia pedemontana non lontano da Pinerolo, ai piedi del monte Freidour e del massiccio dei Tre Denti.
Geograficamente fa parte della Val Noce.

## Storia

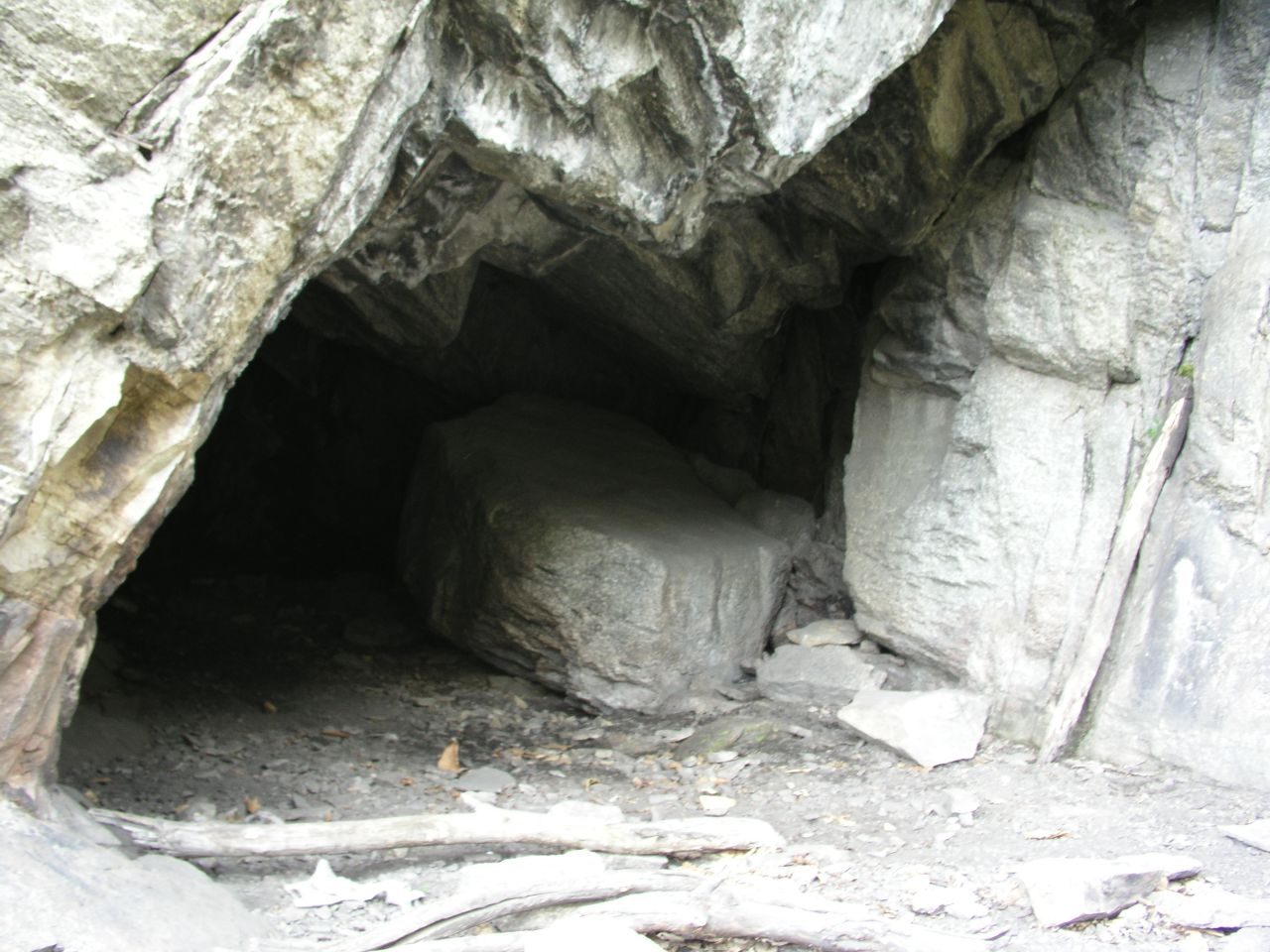
La grotta

Nei pressi della grotta Ciumiera sono stati rinvenuti reperti archeologici risalenti all'età del ferro.
Il comune di Cantalupa, soppresso nel 1928 per essere inglobato nel comune di Frossasco, venne ricostituito come comune indipendente nel 1954.

### Simboli
Lo stemma e il gonfalone del comune di Cantalupa sono stati concessi con decreto del presidente della Repubblica del 10 febbraio 1986.

## Società

### Evoluzione demografica
Abitanti censiti

### Etnie e minoranze straniere
Secondo i dati Istat al 31 dicembre 2017, i cittadini stranieri residenti a Cantalupa sono 82, così suddivisi per nazionalità, elencando per le presenze più significative:
1. Romania, 21

## Amministrazione

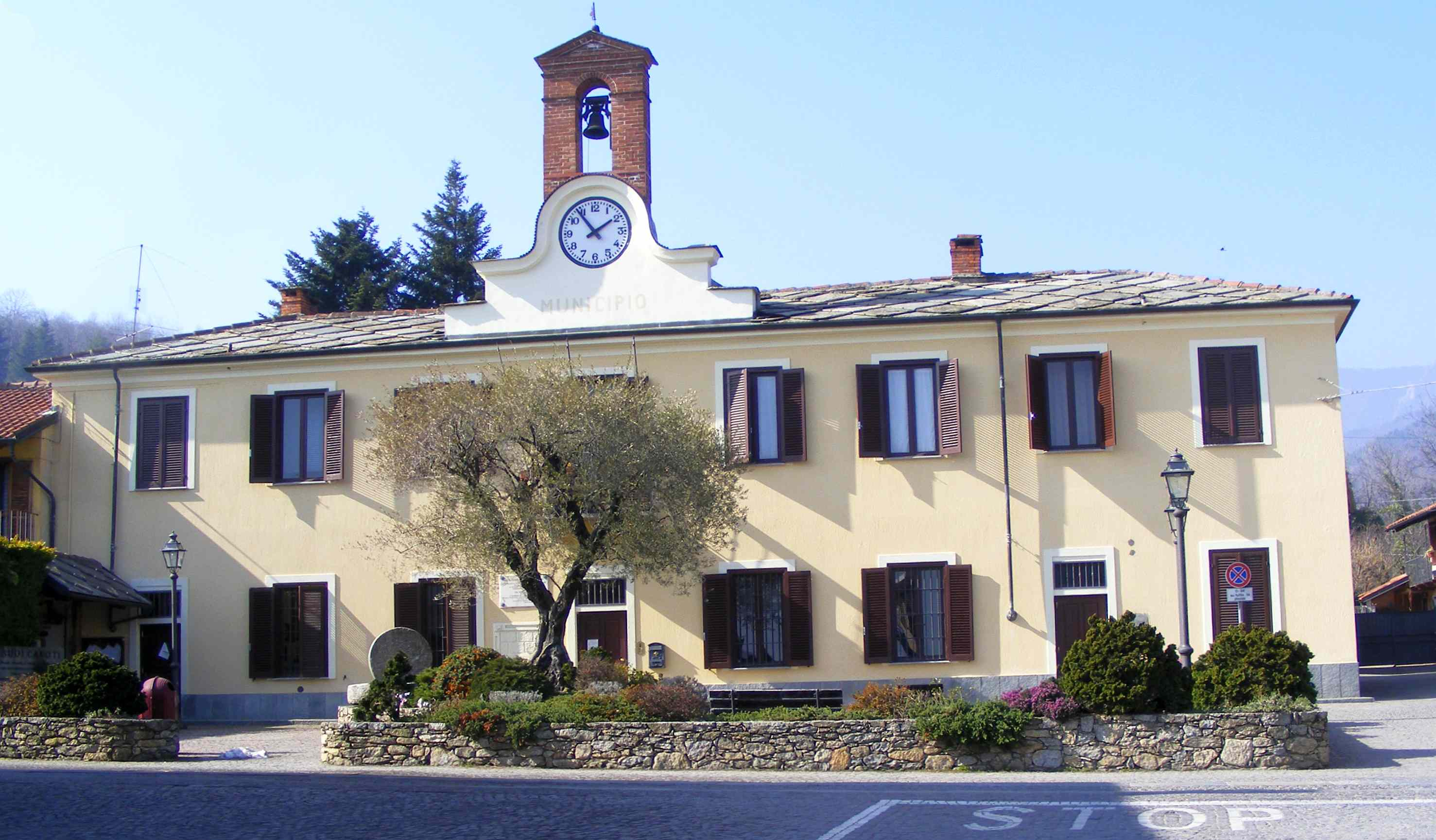
Il municipio di Cantalupa

| Periodo | Periodo   | Primo cittadino                          | Partito      | Carica  | Note        |
| ------- | --------- | ---------------------------------------- | ------------ | ------- | ----------- |
| 2004    | 2009      | Giovanni Picco                           | lista civica | Sindaco |             |
| 2009    | 2014      | Giustino Bello                           | lista civica | Sindaco |             |
| 2014    | 2019      | Giustino Bello                           | lista civica | Sindaco | II mandato  |
| 2019    | 2024      | Giustino Bello                           | lista civica | Sindaco | III mandato |
| 2024    | in carica | Francesco Brizio Falletti Di Castellazzo | lista civica | Sindaco |             |

### Altre informazioni amministrative
Il comune faceva parte della Comunità Montana Pinerolese Pedemontano.